# Liste der Baudenkmale in Ahrenshoop
In der Liste der Baudenkmale in Ahrenshoop sind alle Baudenkmale der Gemeinde Ahrenshoop im Landkreis Vorpommern-Rügen und ihrer Ortsteile aufgelistet. Grundlage ist die Veröffentlichung der Denkmalliste des Landkreises Vorpommern-Rügen, Auszug aus der Kreisdenkmalliste vom April 2014 und Oktober 2016.

## Ahrenshoop
| ID              | Lage                         | Bezeichnung                                                                                                  | Beschreibung | Bild                 |
| --------------- | ---------------------------- | --- | --- | -------------------- |
| 11310 Wikidata  | Grenzweg                     | hölzerner Grenzpfahl                                                                                         | Listennr.: 11310, markiert die ehemalige Landesgrenze zwischen Mecklenburg-Schwerin und der Provinz Pommern                                                                            | hölzerner Grenzpfahl |
| 10006 Wikidata  | Am Strom 6 (Karte)           | Fischerkaten                                                                                                 | | Fischerkaten         |
| 10007 Wikidata  | Am Strom 8 (Karte)           | Wohnhaus | | Wohnhaus             |
| 10025 Wikidata  | Bernhard-Seitz-Weg 1 (Karte) | Wohnhaus Dornenhaus                                                                                          | | Weitere Bilder       |
| 10010 Wikidata  | Dorfstraße 24 (Karte)        | Wohn- und Geschäftshaus Bunte Stube                                                                          | Traditionsreiche Verkaufsstätte von 1929 nach Plänen von Walter Butzek im Bauhaus-Stil (Neues Bauen, Neue Sachlichkeit) erbaut.                                                        | Weitere Bilder       |
| 10011 Wikidata  | Dorfstraße 26 (Karte)        | Wohnhaus | | Wohnhaus             |
| 10012 Wikidata  | Dorfstraße 29 (Karte)        | Wohnhaus | |                      |
| 10013 Wikidata  | Dorfstraße 30 (Karte)        | Wohnhaus | | Wohnhaus             |
| 11308 Wikidata  | Dorfstraße 32 (Karte)        | Wohnhaus Alfred Partikel                                                                                     | |                      |
| 10014 Wikidata  | Dorfstraße 35 (Karte)        | Atelierhaus Haus Lukas                                                                                       | Künstlerhaus Lukas, 2-gesch. Haus mit 4-gesch. Zwerchgiebel mit 7 Appartements, 1 Atelierraum sowie 3 Wohn-/Arbeitsräume# eines der ältesten Künstlerhäuser für kulturellen Austausch. | Weitere Bilder       |
| 10015 Wikidata  | Dorfstraße 39 (Karte)        | Villa Elisabeth von Eicken                                                                                   | | Weitere Bilder       |
| 10016 Wikidata  | Dorfstraße 42                | Wohnhaus | |                      |
| 10017 Wikidata  | Dorfstraße 47 (Karte)        | Wohnhaus | | Wohnhaus             |
| 11371 Wikidata  | Dorfstraße 48                | Butzek-Haus                                                                                                  | |                      |
| 10008 Wikidata  | Dorfstraße 5 (Karte)         | Wohnhaus | | Wohnhaus             |
| 11372 Wikidata  | Dorfstraße 50                | Butzek-Haus                                                                                                  | |                      |
| 11373 Wikidata  | Dorfstraße 53                | Butzek-Haus                                                                                                  | |                      |
| 11370 Wikidata  | Dorfstraße 54                | Butzek-Haus                                                                                                  | |                      |
| 10009 Wikidata  | Dorfstraße 8 (Karte)         | Wohnhaus | | Weitere Bilder       |
| 10020 Wikidata  | Grenzweg 14 (Karte)          | Wohnhaus | | Wohnhaus             |
| 10019 Wikidata  | Grenzweg 5 (Karte)           | Wohnhaus | | Wohnhaus             |
| 11323 Wikidata  | Koppelweg 2 (Karte)          | Wohnhaus Haus Dross                                                                                          | | Wohnhaus Haus Dross  |
| 10018A Wikidata | Paetowweg                    | Friedhof mit Grabstätten von Fischer- und Seefahrerfamilien sowie Künstlern der Ahrenshooper Künstlerkolonie | |                      |
| 10018B          | Paetowweg                    | Friedhof mit Grabstätten von Fischer- und Seefahrerfamilien sowie Künstlern der Ahrenshooper Künstlerkolonie | |                      |
| 10021 Wikidata  | Paetowweg (Karte)            | Kirche | Schifferkirche von 1951 mit Tonnengewölbe aus Holz nach Plänen von Hardt-Waltherr Hämer# Innenausstattung geplant von Doris Oberländer.                                                | Weitere Bilder       |
| 10023 Wikidata  | Schifferberg 1               | Wohnhaus | |                      |
| 10024 Wikidata  | Strandweg 2 (Karte)          | Wohnhaus | | Wohnhaus             |

## Niehagen
| ID              | Lage                         | Bezeichnung                                 | Beschreibung                                                          | Bild                                        |
| --------------- | ---------------------------- | ------------------------------------------- | --------------------------------------------------------------------- | ------------------------------------------- |
| 10031A Wikidata | Althäger Straße 12 (Karte)   | Torhaus (zur Villa)                         |                                                                       | Torhaus (zur Villa)                         |
| 10032 Wikidata  | Althäger Straße 46 (Karte)   | Käthe Miethe Haus mit Pavillon              |                                                                       |                                             |
| 10033 Wikidata  | Althäger Straße 70 (Karte)   | Wohnhaus                                    |                                                                       |                                             |
| 10034 Wikidata  | Althäger Straße 74 (Karte)   | Wohnhaus                                    |                                                                       |                                             |
| 10035 Wikidata  | Althäger Straße 86 (Karte)   | Wohnhaus                                    |                                                                       |                                             |
| 10036 Wikidata  | Althäger Straße 88 (Karte)   | Scheune                                     |                                                                       | Scheune                                     |
| 10026 Wikidata  | Bernhard-Seitz-Weg 4 (Karte) | Katen                                       |                                                                       |                                             |
| 10027 Wikidata  | Bernhard-Seitz-Weg 6 (Karte) | Büdnerei                                    |                                                                       |                                             |
| 10028 Wikidata  | Bernhard-Seitz-Weg 9 (Karte) | Bauernhof (Wohnhaus, Scheune, Stallscheune) |                                                                       | Bauernhof (Wohnhaus, Scheune, Stallscheune) |
| 10038 Wikidata  | Boddenweg 6 (Karte)          | Büdnerei                                    |                                                                       |                                             |
| 10039 Wikidata  | Boddenweg 8 (Karte)          | Büdnerei                                    |                                                                       |                                             |
| 10029 Wikidata  | Fulge 3 (Karte)              | Wohnhaus                                    |                                                                       |                                             |
| 10037 Wikidata  | Gerhard-Marcks-Weg 5 (Karte) | Büdnerei                                    |                                                                       |                                             |
| 10031B Wikidata | Hafenweg 1                   | Villa mit Mauer                             |                                                                       | Villa mit Mauer                             |
| 10030 Wikidata  | Hafenweg 4 (Karte)           | Gaststätte Boddenhaus                       |                                                                       | Weitere Bilder                              |
| 10042 Wikidata  | Niehäger Straße 8a (Karte)   | Wohnhaus (ehem. Büdnerei)                   |                                                                       | Wohnhaus (ehem. Büdnerei)                   |
| 10041 Wikidata  | Weg zum Kiel 1 (Karte)       | Wohnhaus                                    | Dieses 1789 erbaute Haus wurde über lange Jahre als Büdnerei genutzt. | Wohnhaus                                    |
| 10043 Wikidata  | Weg zum Kiel 12 (Karte)      | Wohnhaus                                    |                                                                       |                                             |

## Quelle
- Denkmalliste des Landkreises Vorpommern-Rügen